# Horizontalsperre
Eine Horizontalsperre oder Horizontalabdichtung hindert als Teil der Bauwerksabdichtung die Bodenfeuchtigkeit daran, im Mauerwerk kapillar aufzusteigen (siehe auch: Aufsteigende Feuchte). Im Sockelmauerwerk von Neubauten fordert die DIN jeweils mindestens eine Horizontalsperre wenigstens 30 cm oberhalb der Erdoberfläche, bei unterkellerten Neubauten eine weitere 5 cm oberhalb des fertigen Kellerfußbodens sowie eine dritte unterhalb der Kellerdecke, soweit sich diese auf der Höhe des umgebenden Erdreichs befindet. In älteren Bauwerken sind häufig gar keine Sperrschichten vorhanden oder diese sind nicht mehr ausreichend dicht. Nachträglich eingebrachte Horizontalsperren sind dann meist essentiell, um eine Mauerwerkstrockenlegung zu erreichen.

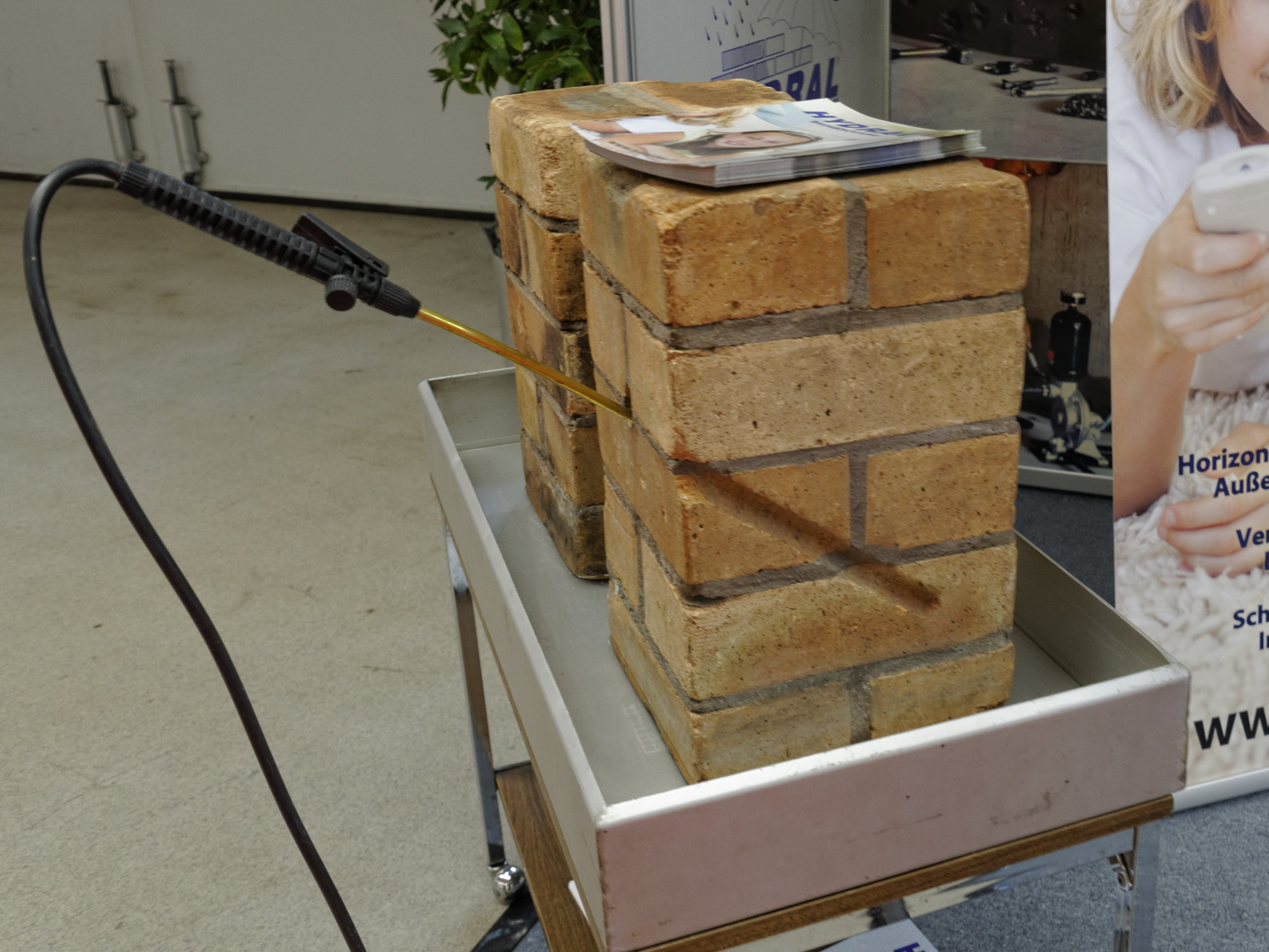
Beispiel für eine Möglichkeit bei Abdichtung im Altbau durch Bohrungen (Modell)

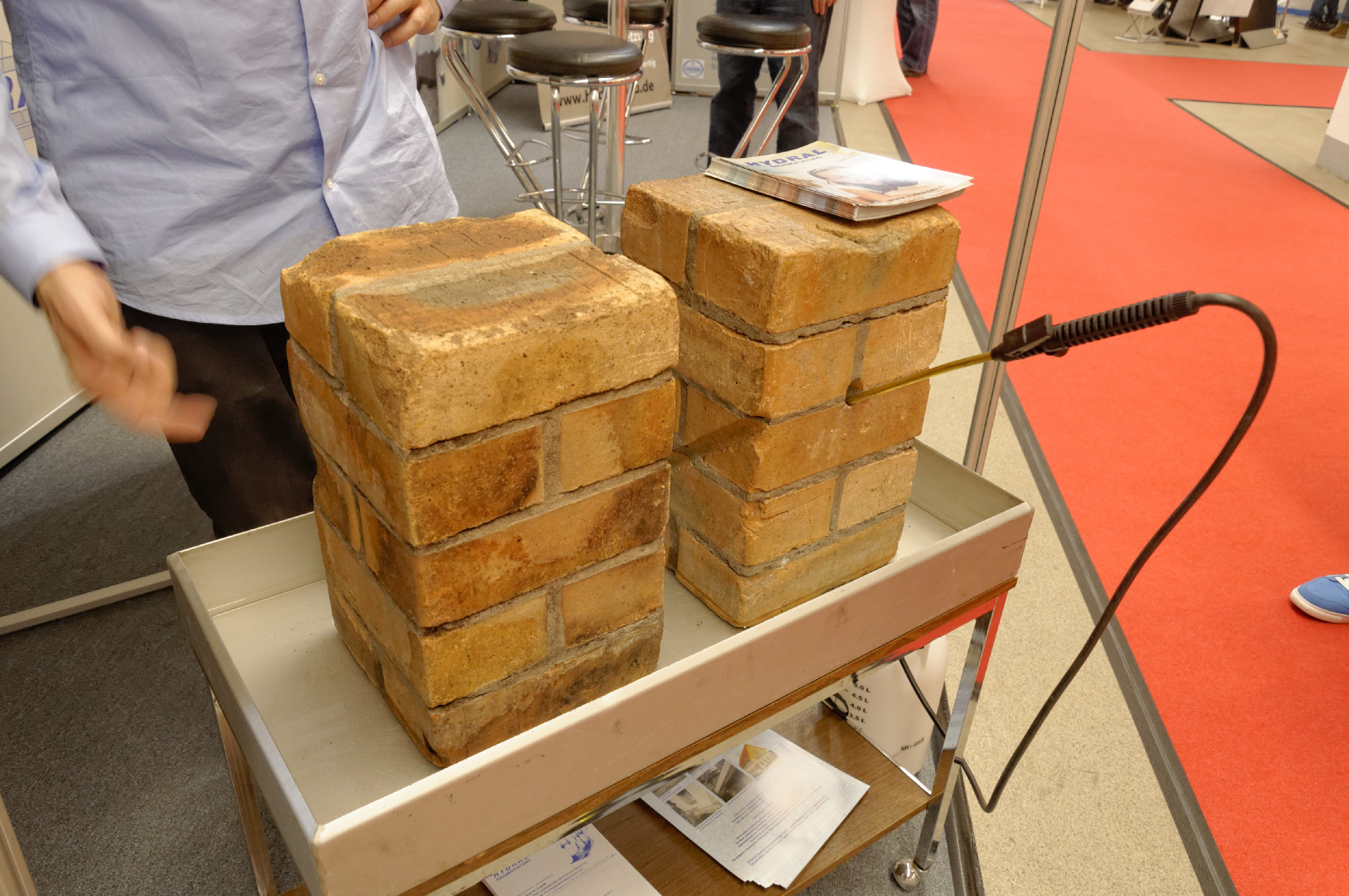
Links deutlich das feuchte Mauerwerk ohne Sperre (Modell)

In der Wand aufsteigende Feuchte führt zu verschiedenen Feuchtigkeitsschäden:
- dunkle oder wolkige Farbveränderungen und helle Ränder, welche die Ausdehnung der Durchfeuchtung markieren,
- im Außenbereich abblätternde Wandfarbe, Auskristallisation von Salzen sowie langfristig absandenden und sich ablösendem Wandputz,
- im Innenbereich Schimmelpilz- oder Schwammbefall.

Mit zunehmender Feuchte verbessert sich die Wärmeleitfähigkeit (die Fähigkeit zur Wärmedämmung verschlechtert sich). Eine dadurch reduzierte Wandinnentemperatur kann im Winter zur Kondensatbildung an der Wandoberfläche und zum weiteren Anstieg der Durchfeuchtung führen.

## Ausführung bei Neubauten
Als Horizontalsperre beim Neubau von Mauern kommen meistens besandete Bitumenbahnen oder robuste Folien zum Einsatz. Diese werden in der Regel beidseitig in Mörtel eingebettet, um von den Mauersteinen nicht beschädigt zu werden. Es ist darauf zu achten, dass sich die Bahnen an den Stößen ausreichend überlappen. Bei unterkellerten Gebäuden werden oft zwei oder drei Horizontalsperren angebracht: Die erste liegt etwa 5 cm bzw. eine Steinlage oberhalb der Bodenplatte. Dieser Abstand zur Bodenplatte verhindert, dass während der Bauphase oder aufgrund einer späteren Havarie auf der Bodenplatte angestautes Wasser die gesamte Wand durchfeuchtet.
Die oberste Sperrlage liegt ca. 40 cm oberhalb der Geländekante. Diese verhindert, dass die im Spritzbereich des Gebäudesockels in die Wand eindringende Feuchtigkeit weiter nach oben ziehen kann. Wenn eine Geschossdecke im Bereich des Kellermauerwerks oder im Spritzbereich des Gebäudesockels liegt, wird eine weitere Sperrlagen etwa 5 cm unterhalb der Decke vorgesehen.

## Altbauten
Früher wurde gegen aufsteigende Feuchte im Mauerwerk eine horizontale Sperrschicht aus Bleibahnen, Glasplatten, Teeranstrichen, Teerpappen, stärkeren Zementfugen, dichtem Naturstein, hartgebrannten Klinkern, durchgehenden Schieferplatten und später auch Dachpappen und Bitumenbahnen vorgesehen.
Einige der Materialien zersetzten sich im Laufe der Zeit unter dem Einfluss von Salzen oder Säuren.
Auch bei Verwendung von dichten Mauersteinen konnte eine gewisse Menge Feuchtigkeit durch den Mörtel in den Mauerfugen aufsteigen.

## Nachträgliche Horizontalsperre
Je nach Zugänglichkeit und dem Aufbau der Wand kommen verschiedene Verfahren zum nachträglichen Einbau einer Horizontalsperre infrage.
- Zur mechanischen Horizontalabdichtung wird eine Sperrebene aus Mauerpappe, Edelstahlblech, Kunststofftafeln oder -folien in den Mauerquerschnitt eingebracht, um den Aufstieg des Wassers zu verhindern.
- Zur chemischen Horizontalabdichtung werden mittels Injektionsverfahren geeignete Stoffe in das Mauerwerk eingebracht, um die Feuchtigkeitsausbreitung zu vermindern.
- Bei der elektrophysikalischen Entfeuchtung wird durch Elektroosmose versucht, die Feuchtigkeitswirkungen im Mauerwerk zu verhindern. Ihre Wirkung ist umstritten.

### Mauersägeverfahren
Beim Mauersägeverfahren werden die Mauerwerksfugen in einer Ebene in Abschnitten von jeweils etwa einem Meter mit Schwert-, Kreis- oder Seilsägen aufgeschnitten, um PE-Fiberglas- oder Edelstahlplatten einschieben zu können. Anschließend werden die Platten über den gesamten Mauerquerschnitt kraftschlüssig verkeilt, die Fuge wird mit Mörtel verstrichen und verbleibende Hohlräume werden mit Quellmörtel verpresst.
Derartige mechanische Sperren sind zuverlässig und langfristig wirksam. Wenn auch die Bodenplatte nachträglich abgedichtet werden soll, so bietet es sich an, eine durchgehende Wanne zu konstruieren, indem die Dichtungsbahnen im Fußboden bis zur Dichtebene in der Wand hochgezogen und an die etwas nach innen überstehenden Dichtplatten in der Wand angeschlossen werden.

### Maueraustauschverfahren
Die Mauersteine einer oder zwei Ebenen werden auf einer Länge von bis zu einem Meter aus dem Mauerwerk herausgetrennt. Nach dem Einlegen einer Folie oder Bitumenbahn in die entstandene Lücke werden die Steine wieder eingemauert. Zum Vermeiden von Setzungsrissen sollte der Fugenmörtel verdichtet oder es sollte Quellmörtel verwendet werden. Nach Aushärtung des Fugenmörtels wird ein weiterer Meter des alten Mauerwerks herausgearbeitet. Dieses Verfahren ist recht einfach durchzuführen, allerdings vergleichsweise zeitaufwendig. Die Tragfähigkeit der Wand sollte zuvor von einem Fachmann begutachtet werden, um die mögliche Länge des herauszutrennenden Abschnitts zu bestimmen und Risse durch absackendes Mauerwerk zu vermeiden.

### Eintreiben von Blechen

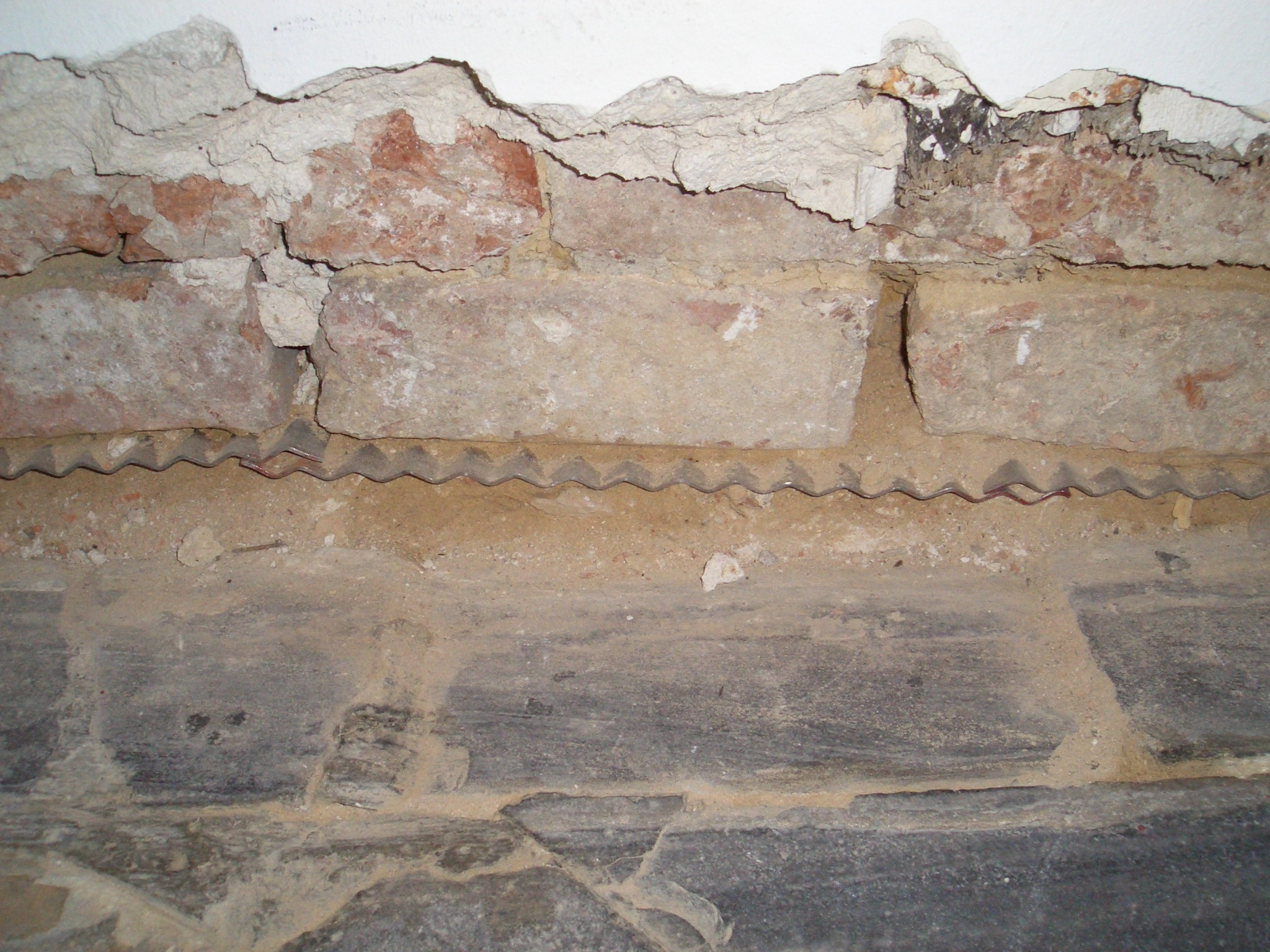
In die Fuge unter der letzten Ziegelreihe eingeschlagene Chromstahlplatten. Zustand vor dem Verputzen des Sockels.

Besteht der Mauermörtel nicht gerade aus reinem Zementmörtel, können nichtrostende Chromstahlplatten (Nirostastahl) direkt in eine Lagerfuge eingetrieben werden. Ohne den Mörtel entfernen zu müssen, wird eine etwa 1,5 Millimeter dicke Wellblech-Platte eingeschlagen. Da hierfür eine durchgehende Mörtelfuge erforderlich ist, kann das Verfahren bei den meist aus verschieden hohen Steinen gemauerten Natursteinwänden nicht angewendet werden. Wird vom Innenraum her gearbeitet, ist es schwierig, die Bleche bis in die Außenecken des Mauerwerks zu treiben. Setzungen treten kaum auf, weil die Platten ohne Öffnen der Mörtelfuge eingeschlagen werden. Der Fugenmörtel wird nach oben und unten verdrängt oder verdichtet. Die Vibrationen der meist mithilfe einer speziellen Vorrichtung erzeugten Schläge können Setzungen und Risse in vorgeschädigtem Mauerwerk bewirken.
Um das Eintreiben zu beschleunigen, werden auch Chromstahlplatten verwendet, die einseitig keilförmig zulaufen.

### Kernbohrverfahren
Bei diesem Verfahren werden Kernbohrungen mit einem Durchmesser von acht bis zehn Millimetern überlappend aneinandergereiht und anschließend mit einem wasserundurchlässigen Mörtel gefüllt. Da die Bohrlöcher so gesetzt werden, dass sie sich überschneiden, kann eine durchgehende Sperrschicht erzeugt werden.

### Injektionsverfahren

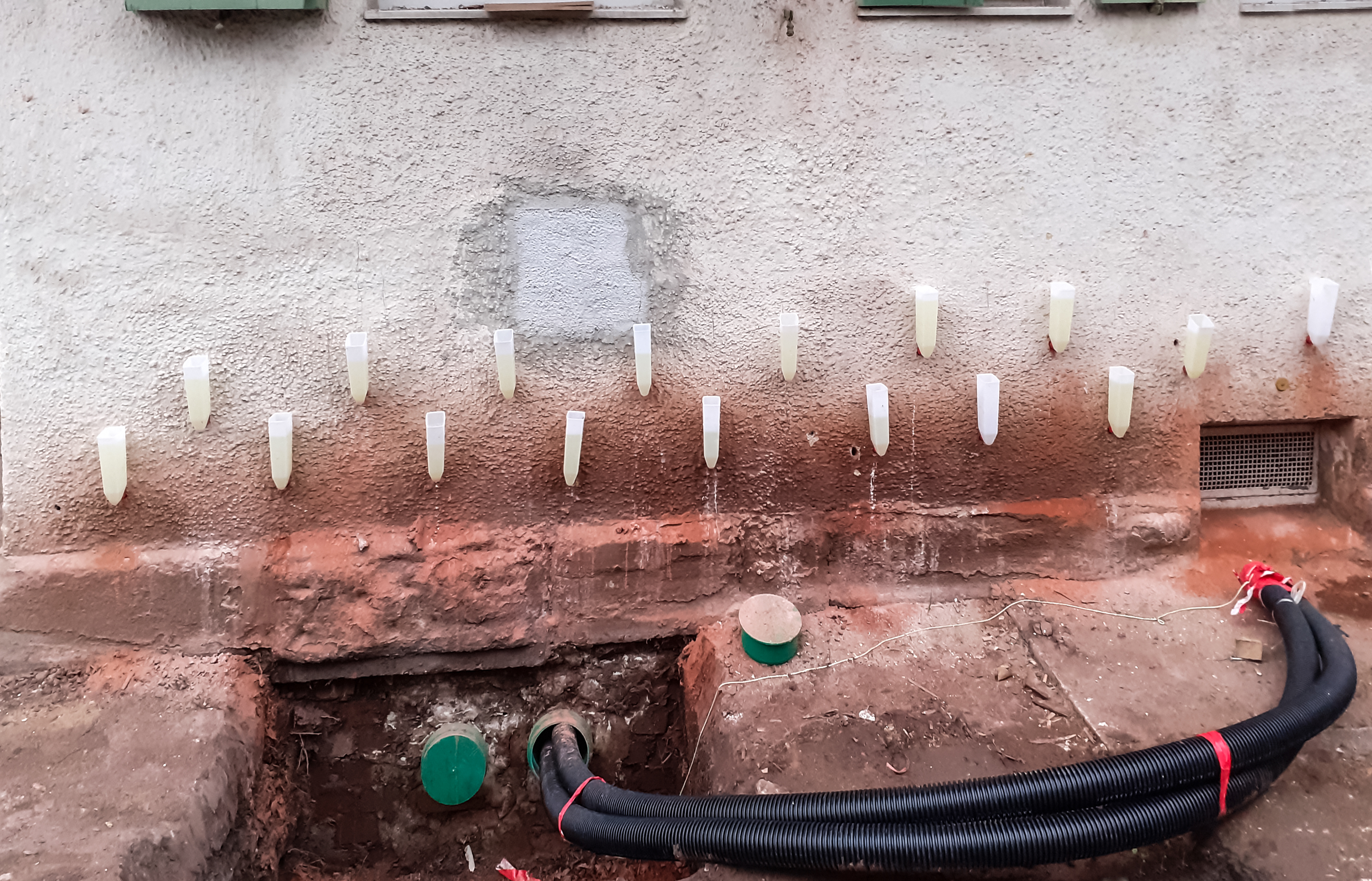
Drucklose Injektion mittels an der Außenwand angebrachter Vorratsbehälter.

Um den kapillaren Feuchtigkeitstransport im Mauerwerk zu unterbinden, wird durch Injektagen ein Dichtungsschleier in das Mauerwerk eingebracht. Größe, Lage und Abstand der Bohrlöcher ergibt sich aus den Prüfzertifikaten der jeweiligen Materialien. Zurzeit werden in Deutschland Prüfzertifikate durch die WTA vergeben, die auch die Eignung in Abhängigkeit vom Durchfeuchtungsgrad bestimmt.
Das injizierte Material soll die Kapillaren des Mauerwerks dauerhaft verstopfen oder den Durchmesser der Kapillaren verringern oder die Wandungen der Kapillaren durch eine hydrophobierende „Beschichtung“ wasserabweisend werden lassen. Somit kann kein kapillarer Wassertransport mehr stattfinden und das darüberliegende Mauerwerk kann trocknen.
Chemische Horizontalsperren können drucklos oder im Niederdruckverfahren mithilfe von Packern eingebracht werden. Bei dünnflüssigen Substanzen ist es üblich, Schrägbohrungen vorzunehmen, die mindestens eine Lagerfuge erreichen. Gelartige Mittel werden in der Regel in waagerechte Bohrungen der Lagerfuge eingebracht.

#### Natursteinmauerwerk
Unregelmäßiges Natursteinmauerwerk lässt sich mit dünnflüssigen Injektagemitteln nicht zuverlässig abdichten. Häufig liegen die Mauerwerksfugen nicht regelmäßig in einer Ebene. Auch Natursteine, welche auf der Sichtseite zu Quadern behauen wurden, sind im Allgemeinen auf der zum Inneren der Mauer hin gerichteten Seite sehr unregelmäßig geformt. Typischerweise werden die beim Mauern zwischen den Steinen verbleibenden Fehlstellen ungleichmäßig mit Gesteinsbruch und Mörtel verfüllt. In den hier verbleibenden Hohlräumen können sich große Mengen des flüssigen Injektagemittels sammeln und nach unten hin versickern, ohne dass sich dabei eine durchgehende Sperrschicht ausbilden würde.
Um diesem Problem abzuhelfen, werden die Bohrungen genutzt, um zunächst Injektionsmörtel (auch Verfüll-, Verguss- oder Verpressmörtel genannt) in das Innere der Mauer zu pressen. Bevor die Injektionsmasse vollständig abgebunden hat, wird dann das Dichtmittel eingepresst. Hierdurch wird verhindert, dass das Dichtmittel nach unten versickert. Stattdessen durchdringt es den Injektionsmörtel und verteilt sich dabei gleichmäßig in allen drei Dimensionen. Da das Dichtmittel regelmäßig um ein Vielfaches teurer ist als der Verpressmörtel, ist dieses Verfahren wirtschaftlicher, als das Verpressen mit Dichtmitteln gelartiger Konsistenz. Letztere werden inzwischen von verschiedenen Firmen angeboten, um das Versickern des Dichtmittels zu begrenzen.

#### Injektionsmittel
Für das auch als Verkieselung bekannte Verfahren wurde Alkalisilikate verwendet. Diese können auch ohne Druck oder mit geringem Druck eingebracht werden. Die Wirksamkeit ist begrenzt und die Anwendung musste häufig alle 3 bis 5 Jahre wiederholt werden. Verkieselungsprodukte sind alkalisch und tragen das Gefahrenzeichen „Ätzend“. Zum Umgang mit ihnen gehört daher die nötige Vorsicht sowie die Verwendung entsprechender Schutzkleidung.
Die heutigen auf dem Markt verfügbaren chemischen Horizontalsperren beruhen zumeist auf der Verwendung von Silanen, Siloxanen oder Paraffin.
Wird erhitztes flüssiges Paraffin als Injektionsstoff verwendet, wirkt dies porenverstopfend. Es gibt auch Paraffinöle mit darin gelösten Kunststoffen. Silikonmikroemulsionen wirken dagegen hydrophobierend.
Es sind auch eingefärbte Injektionsstoffe erhältlich, sodass sich die Verteilung des Stoffs mit Hilfe von Kontrollbohrungen überprüfen lässt.
Das Einbringen, die Wirkungsweise und Anwendungsgrenzen des Verfahrens bzw. der verschiedenen Injektionsstoffe werden in den von der Wissenschaftlich-Technische Arbeitsgemeinschaft für Bauwerkserhaltung und Denkmalpflege herausgebrachten WTA-Merkblatt 4-4-04/D „Mauerwerksinjektionen gegen kapillare Feuchtigkeit“ beschrieben. Das Merkblatt weist unter anderem darauf hin, dass nicht jeder Injektionsstoff universell einsetzbar ist, sondern die Injektion der verschiedenen Injektionsstoffe in Abhängigkeit vom Durchfeuchtungsgrad, der Kapillarität des Baustoffes und der Dicke etc. baustoffspezifisch zu planen und anzuwenden ist, um einen Erfolg zu erzielen. Gemäß dem WTA-Merkblatt kann der Hersteller des Injektionsstoffes bei einer Prüfstelle ein WTA-Zertifikat erhalten. Besteht der Injektionsstoff die Prüfbedingungen, so bekommt er anschließend ein sogenanntes WTA-Wirkungsprüfzertifikat mit der Angabe des Durchfeuchtungsgrades des injizierten Baustoffes, für den er die Prüfung bestanden hat.

#### Verfahren bei hoher Durchfeuchtung
Entscheidend für den Wirkungsgrad einer drucklosen Bohrlochinjektion ist der Durchfeuchtungsgrad des Mauerwerks und die daraus resultierende Menge an Injektionsstoff. Ist jedoch eine Baustoffpore beispielsweise zu mehr als 95 Prozent kapillar mit Wasser gefüllt, so besteht kein ausreichendes Restvolumen, um Injektionsstoff aufnehmen zu können. Eine Injektion in einen solchen durchfeuchteten Baustoff ist somit ohne vorbereitende Maßnahmen unwirksam, d. h. die Poren müssen zuerst vom Wasser befreit werden. Dies kann durch das so genannte Vortrocknen geschehen, das der eigentlichen Injektion vorausgeht. Dabei werden elektrisch betriebene Heizstäbe in die Bohrkanäle eingebracht und das Mauerwerk durch diese auf eine Temperatur von etwa 110 °C erhitzt. Bei diesem Aufheizprozess verdunstet das in den Baustoffporen vorhandene Wasser im Bereich der späteren Injektionsebene. So steht bei der anschließenden Injektion das gesamte Porenvolumen zur drucklosen Aufnahme des Injektionsstoffes zur Verfügung. Eine Vortrocknung ist beispielsweise notwendig, damit der Baustoff Paraffinöl aufnehmen kann.

### Elektroosmoseverfahren
Das Elektroosmoseverfahren ist keine Horizontalsperre im engeren Sinn, sondern basiert gemäß den Angaben der Anbieter auf dem physikalischen Prinzip der Elektroosmose. In der Praxis gibt es jedoch kein Verfahren, das sich langzeitbewährt hat.

## Richtlinien
Die inzwischen zurückgezogene DIN 18195 befasste sich in Teil 4 Abdichtung gegen Bodenfeuchte und nichtstauendes Sickerwasser mit waagerechten Abdichtungen in oder unter Wänden und verwies dabei auf die DIN 52128, 52130 sowie 18195-2.
Die Norm untersagte das Aufkleben der Dichtungsbahnen und sah eine Stoß-Überdeckung von 200 mm vor.